# Liste des comptes Instagram les plus suivis

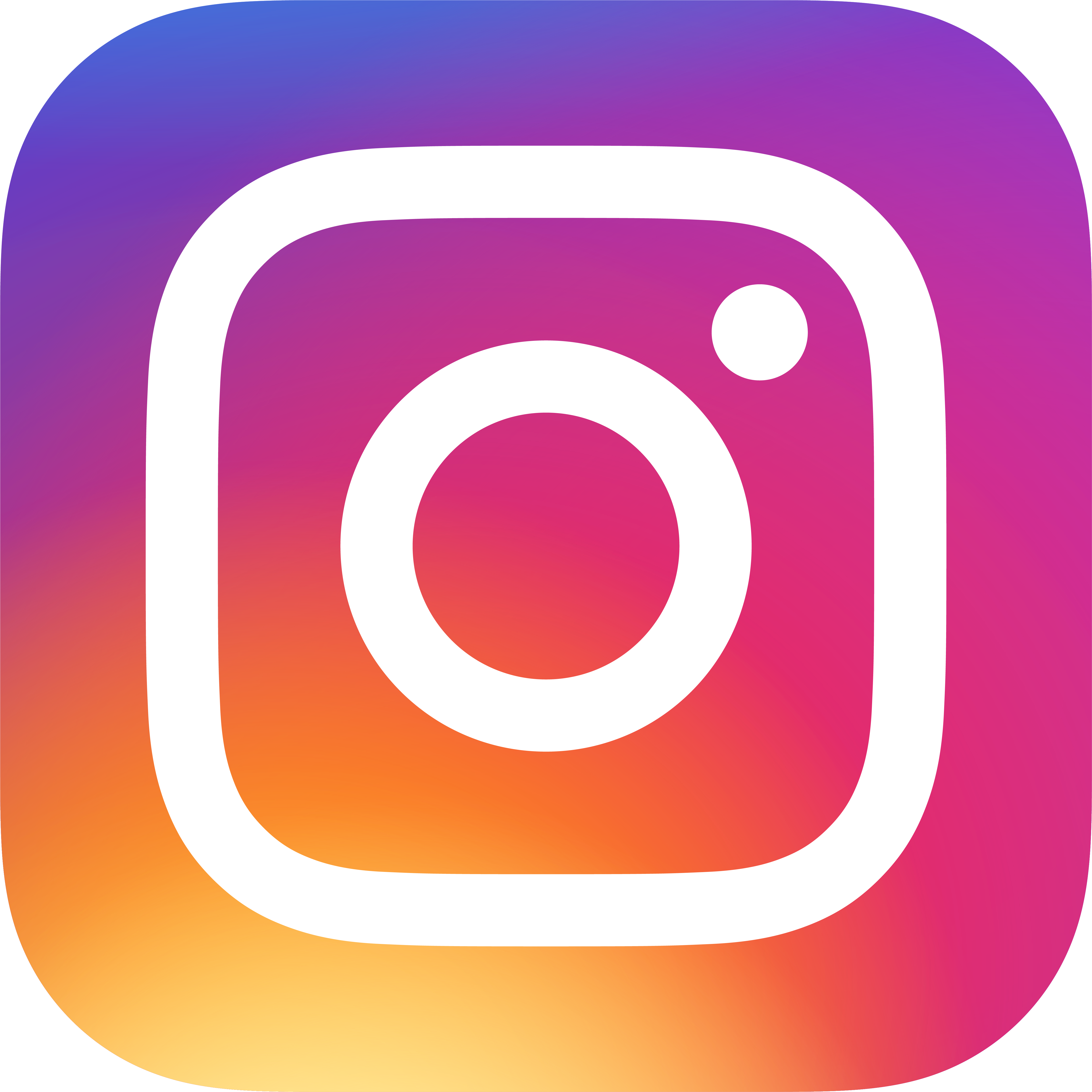
Le compte d'Instagram est lui-même le plus suivi du site.

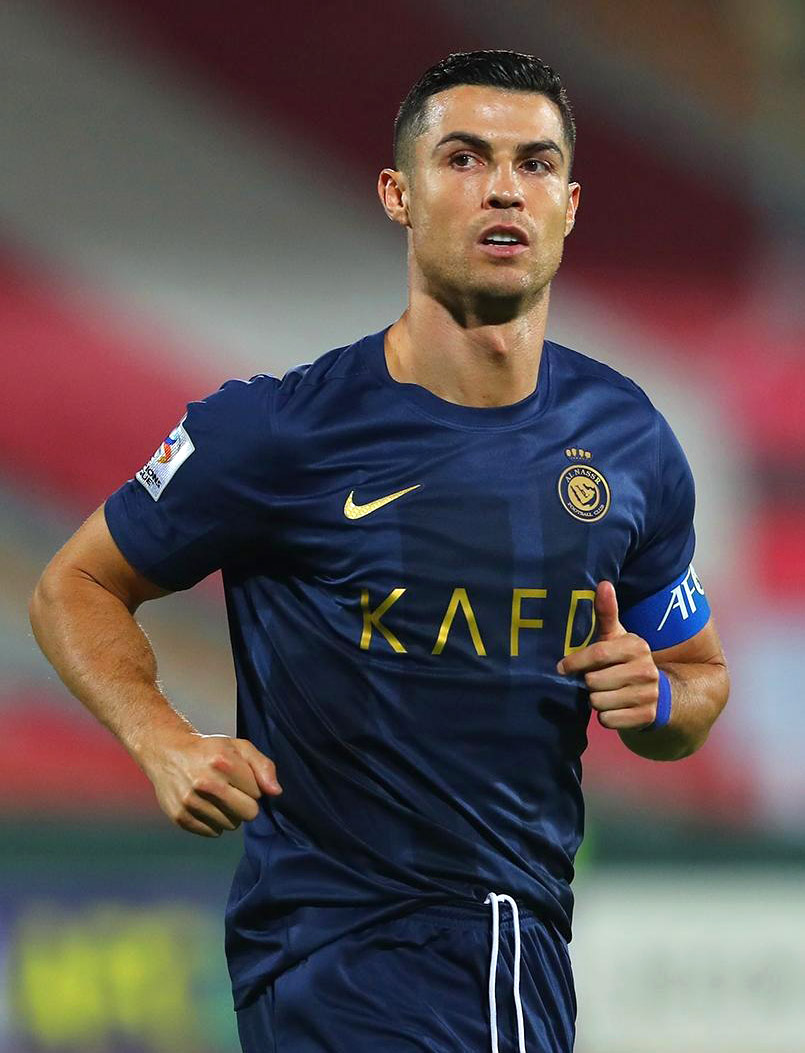
Le compte de Cristiano Ronaldo est le deuxième le plus suivi sur la plateforme.

Cet article présente la liste des comptes Instagram les plus suivis sur le réseau social,,,,.
Le compte officiel d'Instagram est le compte le plus suivi, avec plus de 690 millions d'abonnés (ou followers) en mai 2025. La personnalité la plus suivie est Cristiano Ronaldo, avec plus de 660 millions d'abonnés ; la personnalité féminine la plus suivie quant à elle est Selena Gomez, avec plus de 418 millions d'abonnés. La personnalité francophone la plus suivie est Kylian Mbappé avec 125 millions d'abonnés, devant Karim Benzema (75,7 millions) et Paul Pogba (64,1 millions),,.
39 comptes ont atteint la barre des 100 millions d'abonnés, 22 ont atteint celle des 200 millions, 11 celle des 300 millions, 4 celle des 400 millions, 3 les 500 millions et seulement 2 les 600 millions. Les pays présents dans le classement sont les États-Unis (29 fois), l'Inde (4 fois), le Canada, l'Espagne et le Royaume-Uni (2 fois), le Portugal, l'Argentine, le Brésil, la Barbade, la Thaïlande, Israël, le Sénégal, la Colombie, la France et la Corée du Sud (1 fois).
En 2024, le club de football le plus suivi est le Real Madrid, avec plus de 175 millions d'abonnés, devant le FC Barcelone (140 millions) et le PSG (63,2 millions). Narendra Modi, Premier ministre indien depuis 2014, est le chef d'État et de gouvernement le plus suivi, avec plus de 95,7 millions de followers, devant Joko Widodo (58,8 millions), ancien Président de la République d'Indonésie ; Barack Obama (36,8 millions), 44e Président des Etats-Unis d'Amérique ; et Donald Trump (33,9 millions), 45e et 47e Président des Etats-Unis,.

## Comptes les plus suivis
| Rang | Nom d'utilisateur   | Appartient à          | Nombre d'abonnés (en millions) du 14 juillet 2025 | Activité                               | Pays             | Compte de marque |
| ---- | ------------------- | --------------------- | ------------------------------------------------- | -------------------------------------- | ---------------- | ---------------- |
| 1    | @Instagram          | Instagram             | 692                                               | Réseau social                          | États-Unis       | Oui              |
| 2    | @cristiano          | Cristiano Ronaldo,    | 660                                               | Footballeur                            | Portugal         | Non              |
| 3    | @leomessi           | Lionel Messi          | 506                                               | Footballeur                            | Argentine        | Non              |
| 4    | @selenagomez        | Selena Gomez,         | 418                                               | Chanteuse et actrice                   | États-Unis       | Non              |
| 5    | @therock            | Dwayne Johnson        | 393                                               | Acteur et catcheur professionnel       | États-Unis       | Non              |
| 6    | @kyliejenner        | Kylie Jenner          | 393                                               | Influenceuse, actrice, téléréalité     | États-Unis       | Non              |
| 7    | @arianagrande       | Ariana Grande,        | 374                                               | Chanteuse et actrice                   | États-Unis       | Non              |
| 8    | @kimkardashian      | Kim Kardashian        | 356                                               | Influenceuse, téléréalité              | États-Unis       | Non              |
| 9    | @beyonce            | Beyoncé,              | 310                                               | Musicienne                             | États-Unis       | Non              |
| 10   | @khloekardashian    | Khloé Kardashian      | 302                                               | Influenceuse, téléréalité              | États-Unis       | Non              |
| 11   | @nike               | Nike                  | 300                                               | Vêtements                              | États-Unis       | Oui              |
| 12   | @justinbieber       | Justin Bieber         | 294                                               | Musicien                               | Canada           | Non              |
| 13   | @kendalljenner      | Kendall Jenner        | 286                                               | Influenceuse, téléréalité et mannequin | États-Unis       | Non              |
| 14   | @taylorswift        | Taylor Swift          | 280                                               | Musicienne                             | États-Unis       | Non              |
| 15   | @natgeo             | National Geographic   | 278                                               | Magazine                               | États-Unis       | Oui              |
| 16   | @virat.kohli        | Virat Kohli           | 273                                               | Joueur de cricket                      | Inde             | Non              |
| 17   | @jlo                | Jennifer Lopez        | 247                                               | Musicienne et actrice                  | États-Unis       | Non              |
| 18   | @neymarjr           | Neymar Jr             | 231                                               | Footballeur                            | Brésil           | Non              |
| 19   | @nickiminaj         | Nicki Minaj           | 224                                               | Musicienne                             | États-Unis       | Non              |
| 20   | @kourtneykardash    | Kourtney Kardashian   | 218                                               | Influenceuse, téléréalité              | États-Unis       | Non              |
| 21   | @mileycyrus         | Miley Cyrus           | 212                                               | Musicienne et actrice                  | États-Unis       | Non              |
| 22   | @katyperry          | Katy Perry            | 203                                               | Musicienne                             | États-Unis       | Non              |
| 23   | @zendaya            | Zendaya               | 178                                               | Actrice et musicienne                  | États-Unis       | Non              |
| 24   | @realmadrid         | Real Madrid           | 177                                               | Club de football                       | Espagne          | Oui              |
| 25   | @kevinhart4real     | Kevin Hart            | 176                                               | Acteur, humoriste                      | États-Unis       | Non              |
| 26   | @iamcardib          | Cardi B               | 163                                               | Musicienne                             | États-Unis       | Non              |
| 27   | @kingjames          | LeBron James          | 159                                               | Joueur de basket-ball                  | États-Unis       | Non              |
| 28   | @ddlovato           | Demi Lovato           | 153                                               | Musicienne et actrice                  | États-Unis       | Non              |
| 29   | @badgalriri         | Rihanna               | 149                                               | Entrepreneuse et musicienne            | Barbade          | Non              |
| 30   | @chrisbrownofficial | Chris Brown           | 144                                               | Musicien                               | États-Unis       | Non              |
| 31   | @champagnepapi      | Drake                 | 142                                               | Musicien et Rappeur                    | Canada           | Non              |
| 32   | @fcbarcelona        | FC Barcelone          | 142                                               | Club de football                       | Espagne          | Oui              |
| 33   | @ellendegeneres     | Ellen DeGeneres       | 135                                               | Personnalité, Comédienne               | États-Unis       | Non              |
| 34   | @k.mbappe           | Kylian Mbappe         | 125                                               | Footballeur                            | France           | Non              |
| 35   | @billieeilish       | Billie Eilish         | 124                                               | Musicienne                             | États-Unis       | Non              |
| 36   | @championsleague    | UEFA Champions League | 121                                               | Compétition de football                | Union européenne | Oui              |
| 37   | @gal_gadot          | Gal Gadot             | 107                                               | Actrice et mannequin                   | Israël           | Non              |
| 38   | @lalalalisa_m       | Lalisa Manoban        | 106                                               | Musicienne et rappeuse                 | Thaïlande        | Non              |
| 39   | @vindiesel          | Vin Diesel            | 103                                               | Acteur                                 | États-Unis       | Non              |
| 40   | @nasa               | NASA                  | 96.3                                              | Agence spatiale                        | États-Unis       | Oui              |
| 41   | @narendramodi       | Narendra Modi         | 96.2                                              | Premier ministre de l'Inde             | Inde             | Non              |
| 42   | @shraddhakapoor     | Shraddha Kapoor       | 94                                                | Actrice                                | Inde             | Non              |
| 43   | @shakira            | Shakira               | 93                                                | Danseuse et chanteuse                  | Colombie         | Non              |
| 44   | @priyankachopra     | Priyanka Chopra       | 92.4                                              | Actrice et musicienne                  | Inde             | Non              |
| 45   | @nba                | NBA                   | 90.9                                              | Compétition de basket-ball             | États-Unis       | Oui              |
| 46   | @snoopdogg          | Snoop Dogg            | 88.6                                              | Musicien                               | États-Unis       | Non              |
| 47   | @davidbeckham       | David Beckham         | 88.2                                              | Ex-footballeur                         | Royaume-Uni      | Non              |
| 48   | @dualipa            | Dua Lipa              | 88                                                | Musicienne                             | Royaume-Uni      | Non              |
| 49   | @jennierubyjane     | Kim Jennie            | 87.6                                              | Chanteuse et Actrice                   | Corée du Sud     | Non              |
| 50   | @aliaabhatt         | Alia Bhatt            | 86.4                                              | Actrice et Chanteuse                   | Royaume-Uni      | Non              |

## bieperNotes et références
1. ↑  (en) Starngage, « Raking country fr », 2024 (consulté le 16 février 2024)
2. ↑  « Top 1000 des Comptes Instagram | Classement Instagram HypeAuditor », sur HypeAuditor.com (consulté le 16 février 2024)
3. ↑  « The Most Followed Instagram Profiles | Trackalytics », sur www.trackalytics.com (consulté le 15 janvier 2020)
4. ↑  (en-US) « The Top 20 Most Followed Accounts on Instagram », sur Brandwatch (consulté le 29 juin 2021)
5. ↑  « Les 12 comptes Instagram les plus suivis du monde en 2019 », sur Marie Claire (consulté le 27 mars 2020)
6. ↑  Aude Marty, « Les 20 influenceurs français les plus suivis sur Instagram », sur Codeur.com, 9 septembre 2024 (consulté le 9 janvier 2025)
7. ↑  « Instagram : les français les plus suivis 2023 », sur Statista (consulté le 9 janvier 2025)
8. ↑  Christophe Asselin, « Instagram, les chiffres incontournables pour 2024 France et monde », sur blog.digimind.com (consulté le 9 janvier 2025)
9. ↑  La rédaction, « Instagram : Ces dirigeants politiques qui ont plus d'abonnés que toi », sur JUPDLC, 5 décembre 2018 (consulté le 16 février 2024)
10. ↑  « Instagram: politiques les plus populaires juin 2019 », sur Statista (consulté le 16 février 2024)
11. ↑  « Instagram : Cristiano Ronaldo, premier à dépasser les 200 millions d’abonnés », sur www.cnews.fr (consulté le 27 mars 2020)
12. ↑  « Cristiano Ronaldo bat un nouveau record : 200 millions d’abonnés sur Instagram », sur leparisien.fr, 30 janvier 2020 (consulté le 27 mars 2020)
13. ↑  « Les 5 conseils de Selena Gomez pour devenir la reine d’Instagram - Elle », sur elle.fr, 21 juillet 2016 (consulté le 27 mars 2020)
14. ↑  « Selena Gomez établit un record historique sur Instagram - Elle », sur elle.fr, 28 septembre 2016 (consulté le 27 mars 2020)
15. ↑  « Ariana Grande, Justin Bieber, Taylor Swift: qui sont les artistes les plus suivis sur Instagram ? » (consulté le 27 mars 2020)
16. ↑  « Ariana Grande est officiellement la nouvelle reine d'Instagram », sur www.20minutes.fr (consulté le 27 mars 2020)
17. ↑  Sarah Ugolini, « L'impressionnant tarif des posts Instagram de Kim Kardashian », sur Capital.fr, 10 mai 2019 (consulté le 27 mars 2020)
18. ↑  « Beyoncé : l'autoportrait Instagram d'une reine des temps modernes - Elle », sur elle.fr (consulté le 27 mars 2020)
19. ↑  « Beyoncé : elle lance son propre Challenge sur Instagram ! », sur Public.fr (consulté le 27 mars 2020)
20. ↑  « PHOTOS - Beyoncé, star avec plus de 23 millions d'abonnés mais 0 abonnement sur Instagram », sur purebreak.com (consulté le 27 mars 2020)
21. ↑  « Nike est la marque de prêt-à-porter la plus populaire sur Instagram », sur ladepeche.fr (consulté le 28 juin 2020)
22. ↑  « Instagram : Justin Bieber détient la photo la plus "likée" », sur www.terrafemina.com (consulté le 29 mars 2020)
23. ↑  FashionNetwork com FR, « Kendall Jenner reste la top la plus populaire sur les réseaux sociaux en 2018 », sur FashionNetwork.com (consulté le 21 juin 2020)
24. ↑  (en) « ICC honours Virat Kohli as Indian captain joins Messi, Ronaldo in 100-million club on Instagram », sur www.timesnownews.com (consulté le 29 juin 2021)